# Obsazení Města Albrechtic (1938)
K obsazení Města Albrechtic došlo 22. září 1938 místními členy SdP, členy sudetoněmeckého Freikorpsu a zčásti se na ní podíleli Němci z nedaleké německé vesnice Troplowitz. K obsazení města došlo bez ztráty na životech.

## Situace před obsazením
Akce souvisela s Hitlerovým rozkazem o obsazení pohraničních výběžků, kterému předcházelo diplomatické jednání Československa s nacistickým Německem, které mělo řešit možnou úpravu státní hranice. Město Albrechtice bylo důležitým bodem na spojnici mezi okresním městem Krnov a Osoblažským výběžkem. Podnětem pro obsazení města a celého výběžku bylo hlášení německého rozhlasu z Vratislavi, že československé vojsko přenechalo Aš a Cheb sudetským Němcům. Rozhlas vyzýval sudetské Němce k převzetí moci a úřadů.
Starostou města byl Ludwig Richter, který byl sice členem SdP, avšak v létě 1938 působil spíše pasivně v sudetoněmecké otázce. Hlavní organizátorem a vůdcem henleinovců byl místní obchodník a radní města Karl Gross, který navenek působil jako informátor místní policie, tím že donášel na své stranické kolegy. Vedoucí policejního úřadu Dr. Antonín Tkadlec považoval jeho informace za nepodstatné a počínání radního Grosse za zástěrku. Před povstáním navštívil radního Grosse Karl Meissner z Opavska, který se později stal styčným důstojníkem Freikorpsu.

## Obsazení
Povstání henleinovců bylo podle svědectví policejního šéfa Tkadlece zahájeno 22. září ve 12:30, kdy se na náměstí začali shlukovat místní Němci. Ve 13:30 dorazili Gross spolu s Amandem Oehlerem a majitel místní pily Maxem Haubelem na policejní úřadovnu a žádali o její předání, následně došlo k jejímu vyklízení a přesunu policistů na četnickou stanici. Zde sledovali jak okresní kreisleiter Karl Werner vedl schůzi SdP a zároveň došlo před kavárnou Moritz k vydávání zbraní. Karl Gross se prohlásil starostou města. Policejní velitel Tkadlec telefonicky požádal o posily, dle instrukcí z velitelství byl povinen provést evakuaci, která mu byla poté Grossem umožněna. Henleinovci následně převzali celní úřad, poštu, soud i vlakové nádraží. Tyto úřady byly převzaty bez násilnosti, jen vedoucí celního úřadu inspektor Fiala kapituloval na nátlak, kdy mu bylo vyhrožováno obsazením města německou armádou. Nátlak vznesl německý četník Harasim z Troplowitz, skupinu Henleinovců vedl starosta Gross a jejími členy byli dr. Rossmanith, Zopp a Sedlmayer. Četník Harasim chtěl členy finanční stráže zajmout a odvést do Německa. Starosta Gross jim umožnil volný odchod. Kolem 17. hodiny toho dne bylo město plně pod kontrolou sudetských Němců. Během toho dne ještě dorazil před Město Albrechtice pohotovostní oddíl SOS, který byl vyslán na pomoc československým úřadům v Osoblaze, jeho velitelem byl Jan Solnický. Pokusili se zajmout místní Henleinovce, avšak byli odraženi a donuceni k ústupu. Toho dne byla Henleinovci obsazena většina obcí na Osoblažsku.
Henleinovci si z obav před možným zatčením zřídili svůj štáb v německém Troplowitz. Následující den 23. září doplnil henleinovce Ing. Rudolf Jaschke, který byl bývalým vojákem a byl pověřen hlídkovou službou. Hlídky byly rozděleny do čtyřčlenných skupin a měli k dispozici starší německé pušky a samopaly. V následujících dnech byli pučisté posílený o oddíl Freikorpsu, který vedl Victor Zips. Situace ve městě zůstala prakticky stejná až do mnichovské dohody, vyjma jedné přestřelky na Žárech, kde se střetl oddíl Freikorpsu z Osoblahy s československými vojáky.

## Vyšetřování a potrestání viníků v roce 1945
V roce 1945 skončila druhá světová válka a došlo na vyšetřování této události, krom svědeckých vypovědí bylo možné čerpat z městské kroniky a jiných spisů. Starosta Karl Gross se před mimořádným lidovým soudem obhajoval, že napomáhal místním Židům, že se zastával nuceně nasazených, že zaměstnával během okupace Čechy a byl proti připojení Osoblažska k Hlubčickému okresu. Starosta Gross byl odsouzen k trestu smrti. Stejný trest dostal Ing. Rudolf Jaschke, který se po válce dokonce vrátil do Města Albrechtic a působil na zdejší poště, avšak byl prozrazen bývalým kolegou z Vítkovických železáren, že již před válkou vystupoval jako fanatický nacista. Trest smrti dostal také majitel pily Max Haubel.
K vysokým trestům byli dále odsouzeni Fridrich Stönzel (starosta Hynčic během války, 25 let), Franz Schmidt (rolník, 25 let), Friedrich Lichtblau (soudní úředník, 20 let), Rudolf Pradel (22 let), Josef Rohrsetzer (pokrývač, 18 let) a Victor Zips (doživotí, v 50. letech amnestován pro dělnický původ).